# Centwine de Wessex
Centwine (mort després del 685) va ser rei de Wessex es d'aproximadament l'any 676 fins al 685 o el 686, tot i que potser no fou l'únic rei d'aquest regne en durant aquest període.
A la Crònica anglosaxona es diu que Centwine va ser rei vers el 676, en successió a Æscwine. Beda conta que després de la mort del rei Cenwalh els governants que estaven al seu servei van assumir el poder i van dividir el regne entre ells, situació que va durar deu anys. Beda descriu Æscwine i Centwine com a subreis regionals, però aquest punt de vista podria estar influït pels partidaris del rei Ine, els descendents del qual van governar Wessex en l'època de Beda. Això no obstant, si el regne dels saxons de l'oest es va fragmentar a la mort de Cenwalh, sembla que es va tornar a unificar durant el regnat de Centwine.
En la secció de l'any 682 de la crònica es diu que Centwine va fer replegar els britans cap a la costa. Aquest és l'únic esdeveniment anotat del seu regnat. En el Carmina Ecclesiastica, obra d'Aldhelm, el bisbe de Sherborne (mort el 709), escrita una generació després del regnat de Centwine, es diu que va guanyar tres grans batalles. El text afegeix que Centwine va ser pagà durant una part del seu regnat fins que va decidir adoptar la fe cristiana i va exercir patronatge sobre l'Església. Segons la Crònica anglosaxona Centwine era fill de Cynegils i, per tant, germà del rei Cenwalh i del rei Cwichelm, però en el text d'Aldhelm not hi ha cap anotació al respecte.
En el capítol 40 de la Vida de Wilfrid, escrita per Eddius Stephanus es diu que Centwine estava casat amb una germana de la reina Iurminburh, que va ser la segona esposa del rei Ecgfrith de Northúmbria. el seu nom no consta en cap font fiable; es va suggerir que es podria tractar de Dunna, l'abadessa de Withington, però la idea ha estat totalment rebutjada. Van tenir una filla anomenada Bugga o Edburga de Thanet, que va ingressar com a monja al Monestir de Minster i a qui Aldhelm va dedicar uns versos.
Centwine va abdicar per fer-se monjo. Aldhelm va escriure que el rei «va abandonar les riqueses i els regnes del govern i va deixar el seu reialme en nom de Crist». Va ser succeït per Cædwalla. La data de la seva mort és desconeguda.